# Human After All
Human After All (рус. Человек, несмотря ни на что) — третий студийный альбом французской музыкальной группы Daft Punk, выпущенный 14 марта 2005 года на лейбле Virgin Records. В отличие от их предыдущего альбома Discovery (2001), звучание которого тяготело к диско и гараж-хаусу, Human After All более минималистичен, имеет большую долю импровизации и записан с использованием как гитар, так и электронных музыкальных инструментов.
Human After All получил смешанные отзывы критиков, в которых высмеивались минималистичные, повторяющиеся мотивы и короткий срок записи альбома — всего шесть недель. Несмотря на это, синглы «Robot Rock» и «Technologic» попали в хит-парады многих стран, а заглавный трек попал в чарт Франции. Песни из этого альбома впоследствии были включены в концертный тур Alive 2006/2007, который получил признание критиков. Human After All добрался до первой строчки чарта Billboard Dance/Electronic Albums, а также был номинирован на премию «Грэмми» за лучший танцевальный/электронный альбом в 2006 году.

## Запись альбома
Когда Омем-Кристо и Бангальтер приступили к работе над Human After All в конце 2004 года, они, отчасти в качестве эксперимента, договорились записать его всего за шесть недель, что сильно отличало новый альбом от двух предыдущих. «В своё время мы определённо прельстились идеей сделать что-то противоположное Discovery» — объяснял позже Тома Бангальтер. Он сравнил намеренно неотшлифованное звучание с «необработанным камнем». Human After All был записан за две недели c использованием лишь двух гитар, двух драм-машин, вокодера и одного восьмидорожечного магнитофона, остальные четыре недели были потрачены на сведение.
Бангальтер заявил, что альбом был «о таком чувстве, как страх или паранойя» и что он создан «не с целью поднять вам настроение». «Human After All и [вышедший в 2006 году] фильм Daft Punk’s Electroma выражают мучительный, печальный, пугающий взгляд на технологии, однако и в нём можно найти некую красоту и эмоции». 
После выпуска Human After All Daft Punk считали его своим любимым студийным альбомом из трёх выпущенных на тот момент и рассматривали его как «чистую импровизацию». Ги-Мануэль де Омем-Кристо отмечал: «Каждый наш альбом тесно связан с нашей жизнью. <…> благодаря переживаниям Тома во время создания Human After All этот альбом получился более близким к нему, чем ко мне». На вопрос о позитивной реакции на присутствие песен из альбома в программе концертного тура Alive 2006/2007, Бангальтер заявил, что «Human After All — это музыка, которую мы хотели написать в то время, когда мы это делали. Мы всегда чётко чувствовали, что существует логическая связь между тремя нашими альбомами, и отрадно видеть, что люди, кажется, понимают это, когда слушают наши живые выступления».
На обложке Human After All изображён логотип Daft Punk на экране телевизора. Все синглы с этого альбома имеют обложки с разными изображениями на этом же экране. Бангальтер также сказал, что альбом был вдохновлён романом «1984» Джорджа Оруэлла.

## Выпуск и продвижение
Когда альбом был неофициально выложен в Интернет за несколько месяцев до релиза, фанаты группы предположили, что это была подделка, предназначенная для того чтобы помешать распространению альбома через файлообменники. Журнал Spin утверждал, что официальный выпуск альбома был несвоевременен, поскольку на тот момент окончательно спал интерес мейджор-лейблов к электронной музыке, но ещё не развились независимые танцевальные лейблы, такие как DFA Records и Ed Banger Records. После релиза Daft Punk отказались давать интервью, поскольку, по их мнению, альбом «говорит сам за себя». Омем-Кристо позже признал, что решение молчать было худшим из всех, что они когда-либо делали.
Daft Punk сняли клипы на песни «Robot Rock» и «Technologic», а Тони Гарднер снял видео для «The Prime Time of Your Life». Омем-Кристо и Бангальтер также намеревались снять клип на песню «Human After All», но в итоге на базе отснятого для клипа видеоматериала был создан фильм Daft Punk’s Electroma. Песни из альбома Human After All также появляются в сборнике Musique Vol. 1 1993—2005 и концертном альбоме Alive 2007.

## Коммерческий успех
Альбом возглавил чарт Billboard Dance/Electronic Albums и достиг 98 места в чарте Billboard 200. Во Франции Human After All достиг третьего места и получил двойную золотую сертификацию от Национального синдиката звукозаписи (SNEP) через месяц после релиза. Альбом также получил серебряный сертификат от Британской ассоциации производителей фонограмм (BPI) в Великобритании, где альбом занял 10 место в чарте. По состоянию на май 2013 года было продано 127 000 копий альбома в США и 80 838 копий в Великобритании. Первый сингл с альбома, «Robot Rock», привлёк умеренное внимание и добрался до 32 строчки в чарте Великобритании и 15 строчки в чарте Billboard Hot Dance Club Songs, но не стал большим хитом. Второй сингл, «Technologic», занял только 40 место в чарте Великобритании, но значительно чаще был в радиоротации. Заглавный трек «Human After All» занял 93 место во Франции.

## Критика
| Совокупная оценка    | Совокупная оценка |
| Источник             | Оценка            |
| -------------------- | ----------------- |
| Metacritic           | 57/100            |
| Оценки критиков      |                   |
| Источник             | Оценка            |
| AllMusic             | [ 1 ]             |
| Blender              | [ 2 ]             |
| Entertainment Weekly | C                 |
| The Guardian         | [ 32 ]            |
| Mojo                 | [ 33 ]            |
| NME                  | 7/10              |
| Pitchfork            | 4.9/10            |
| Q                    | [ 36 ]            |
| Rolling Stone        | [ 37 ]            |
| Spin                 | C–                |
| PopMatters           | 7/10              |
| Stylus Magazine      | A-                |

Human After All получил в основном смешанные отзывы от музыкальных критиков. На сайте Metacritic альбом имеет среднюю оценку 57 при 28 отзывах, что означает «смешанные или средние рецензии». В обзоре для журнала Blender Саймон Рейнольдс отметил, что счастливая и открытая музыка Discovery сменилась на «лукаво-ироничный дэнс-рок, который кажется бессвязным и немым, граничащим с аутизмом». Журнал Q написал, что альбому не хватает «веселья» предыдущих работ группы. Барри Уолтерс из Rolling Stone заметил, что Daft Punk в основном «повторяют, а не развивают риффы» и «возможно, стали жертвой собственной аниматронной сатиры». Дориан Лински из The Guardian назвала альбом «безрадостной коллекцией посредственных идей, чрезвычайно сильно растянутых». Роберт Кристгау из The Village Voice дал ему оценку «dud», что означает «плохой альбом, чьи подробности редко заслуживают дальнейшего рассмотрения». Мэттью Вайнер из Stylus Magazine в положительной рецензии отметил, что альбом «изображает поп-музыку как серию предсказуемых формул, давно исчерпанных корпоративной системой». Журнал Mojo написал, что альбом «был лишён наиболее броских декоративных деталей для создания более острого звучания». Human After All был номинирован на Грэмми за лучший электронный/танцевальный альбом в 2006 году, но проиграл альбому Push the Button группы The Chemical Brothers.
Тур Alive 2006/2007, который включал в себя песни из Human After All, заставил многих пересмотреть своё первоначальное мнение об альбоме. Педро Винтер, менеджер Daft Punk, в своё время сказал: «Когда мы выпускали Human After All, я получил много плохих отзывов, например: „Альбом такой однообразный. В нём нет ничего нового. Daft Punk раньше были лучше.“ Затем они вернулись со световым шоу, и заткнули всем рты… Люди даже извинялись, мол, „как мы могли недооценить Daft Punk?“ Живое шоу изменило всё. Даже если я его часть, я хотел бы сделать шаг назад и восхищаться им. Я плакал».

## Трек-лист
Слова и музыку всех песен написали Тома Бангальтер и Ги-Мануэль де Омем-Кристо, если не указано иное.
| №                   | Название                                            | Длительность |
| ------------------- | --------------------------------------------------- | ------------ |
| 1.                  | «Human After All»                                   | 5:20         |
| 2.                  | «The Prime Time of Your Life»                       | 4:23         |
| 3.                  | «Robot Rock» (Бангальтер, Омем-Кристо, Кае Уильямс) | 4:48         |
| 4.                  | «Steam Machine»                                     | 5:21         |
| 5.                  | «Make Love»                                         | 4:50         |
| 6.                  | «The Brainwasher»                                   | 4:08         |
| 7.                  | «On/Off»                                            | 0:19         |
| 8.                  | «Television Rules the Nation»                       | 4:50         |
| 9.                  | «Technologic»                                       | 4:44         |
| 10.                 | «Emotion»                                           | 6:57         |
| Общая длительность: | Общая длительность:                                 | 45:38        |

- «Robot Rock» содержит семпл из песни «Release the Beast» группы Breakwater[46].

## Персонал
Взято из аннотации к Human After All.
- Daft Punk — вокал, гитары, драм-машины, синтезаторы, фортепиано, бас-гитара, вокодер, программинг, продакшн
- Седрик Эрве — координирование продакшна
- Жилдас Лоак — координирование продакшна
- Нилеш Патель — мастеринг

## Альбом ремиксов
Human After All: Remixes — альбом, состоящий из различных ремиксов на песни из Human After All от различных исполнителей, в том числе Soulwax и Justice. Первоначально он был выпущен 29 марта 2006 года эксклюзивно в Японии. 17 июня 2014 года было выпущено переиздание альбома, также исключительно в Японии. В новом издании представлены четыре дополнительных бонус-трека. 9 августа 2014 года альбом был впервые выпущен на весь мир с дополнительным ремиксом трека «Technologic» от Le Knight Club.

### Трек-лист
| №   | Название                                              | Длительность |
| --- | ----------------------------------------------------- | ------------ |
| 1.  | «Robot Rock» (Soulwax remix)                          | 6:31         |
| 2.  | «Human After All» (SebastiAn remix)                   | 4:48         |
| 3.  | «Technologic» (Peaches No Logic remix)                | 4:38         |
| 4.  | «The Brainwasher» (Erol Alkan’s Horrorhouse dub)      | 6:05         |
| 5.  | «The Prime Time of Your Life» (Para One remix)        | 3:52         |
| 6.  | «Human After All» ("Guy-Man After All" Justice remix) | 4:01         |
| 7.  | «Technologic» (Digitalism’s Highway to Paris remix)   | 6:01         |
| 8.  | «Human After All» (Alter Ego remix)                   | 9:26         |
| 9.  | «Technologic» (Vitalic remix)                         | 5:27         |
| 10. | «Robot Rock» (Daft Punk Maximum Overdrive mix)        | 5:54         |

| №   | Название                                    | Длительность |
| --- | ------------------------------------------- | ------------ |
| 11. | «Human After All» (The Juan MacLean remix)  | 6:42         |
| 12. | «Technologic» (Basement Jaxx Kontrol Mixx)  | 5:31         |
| 13. | «Technologic» (Liquid Twins remix)          | 4:11         |
| 14. | «Human After All» (Emperor Machine version) | 6:04         |
| 15. | «Technologic» (Knight Club remix)           | 5:28         |

## Чарты
| Chart (2005)                            | Максимальная позиция |
| --------------------------------------- | -------------------- |
| Австралия (ARIA)                        | 36                   |
| Австрия (Ö3 Austria)                    | 23                   |
| Бельгия/Фландрия (Ultratop)             | 8                    |
| Бельгия/Валлония (Ultratop)             | 11                   |
| Франция (SNEP)                          | 3                    |
| Италия (Classifica album)               | 8                    |
| Норвегия (VG-lista)                     | 36                   |
| Испания (PROMUSICAE)                    | 87                   |
| Швеция (Sverigetopplistan)              | 30                   |
| Швейцария (Schweizer Hitparade)         | 8                    |
| Великобритания (UK Albums Chart)        | 10                   |
| США (Billboard 200)                     | 98                   |
| США (Billboard Dance/Electronic Albums) | 1                    |

## Сертификации
| Регион               | Сертификация    | Продажи |
| -------------------- | --------------- | ------- |
| Франция (SNEP)       | Двойная золотая | 200 000 |
| Великобритания (BPI) | Серебряная      | 60 000  |